# Jyrhämäjärvi (sjö i Salla, Lappland, Finland)
Jyrhämäjärvi eller Jyrhämä är en sjö i Finland. Den ligger i kommunen Salla i landskapet Lappland, i den nordöstra delen av landet, 700 km norr om huvudstaden Helsingfors. Jyrhämä ligger 230,1 meter över havet. Arean är 29,9 hektar och strandlinjen är 4,31 kilometer lång. Sjön  ingår i Koundaälvens huvudavrinningsområde. 